# 浄安寺 (さいたま市)
浄安寺（じょうあんじ）は、埼玉県さいたま市岩槻区にある浄土宗の寺院。

## 歴史
創建年代は不明である。当寺公式サイトによれば、岩槻城が築城された頃に開山したとしている。
当初の所属宗派は真言宗であったが、1505年（永正2年）に天誉了聞が中興した際に浄土宗に転宗した。
墓地には、岩槻藩初代藩主高力清長、改易された松平忠輝の子で岩槻藩に預けられた徳松とその母の墓がある。

## 稚児桜伝説
当寺には、児玉南柯が著した『漂客紀事』の版木を所蔵している。これにまつわる伝説が残されている。
昔、浄安寺には枝垂桜の大木があった。ある日、寺の小僧である「浄念」が鐘を撞いたところ、桜の木の前に一人の美少女が立っていた。浄念はこの少女に一目ぼれし、何回も逢っていた。
一方、岩槻藩では藩儒（藩所属の儒学者）の児玉南柯が、清国の難破船を救助した記録書『漂客紀事』を書きあげ、藩主に提出した。藩主は直ちに刊行を命じた。しかし、版木にするのに手頃な木が無かった。藩主は「浄安寺の桜の木を使えばいい」と指示したので、南柯は当寺住職に頼み込んでこの桜の木を伐採した。
木が伐採された夜、浄念の夢の中に例の少女が現れ、「実は、自分は桜の精であり、木が伐採されてしまったので、もう逢うことはできません。」と言い残し、消えてしまった。浄念は少女の幻を追い、いつしか寺からいなくなってしまったという。

## 文化財
- 「漂客紀事」及び「徳教篇」版木（さいたま市指定有形文化財 平成3年3月4日指定）[6]
- 浄安寺の円空仏（さいたま市指定有形文化財 平成17年3月2日指定）[7]
- 木造阿弥陀如来立像（さいたま市指定有形文化財 平成17年3月2日指定）[8]
- 児玉南柯の墓（さいたま市指定史跡 昭和39年1月13日指定）[9]
- 高力清長・徳松丸・竹の局の墓及び供養塔（さいたま市指定史跡 昭和60年9月3日指定）[10]

## 交通アクセス
- 岩槻駅より徒歩16分。